# 巴彦茫哈苏木
巴彦茫哈苏木，是中华人民共和国内蒙古自治区兴安盟科尔沁右翼中旗下辖的一个乡镇级行政单位。

## 行政区划
巴彦茫哈苏木下辖以下地区：
大茫哈嘎查、敖力伯嘎查、义勒力特嘎查、哈吐布其嘎查、大力哈日沁嘎查、巴彦温都尔嘎查、呼木吉乐图嘎查和葛根敖日都嘎查。